# Hokejoví mušketýři

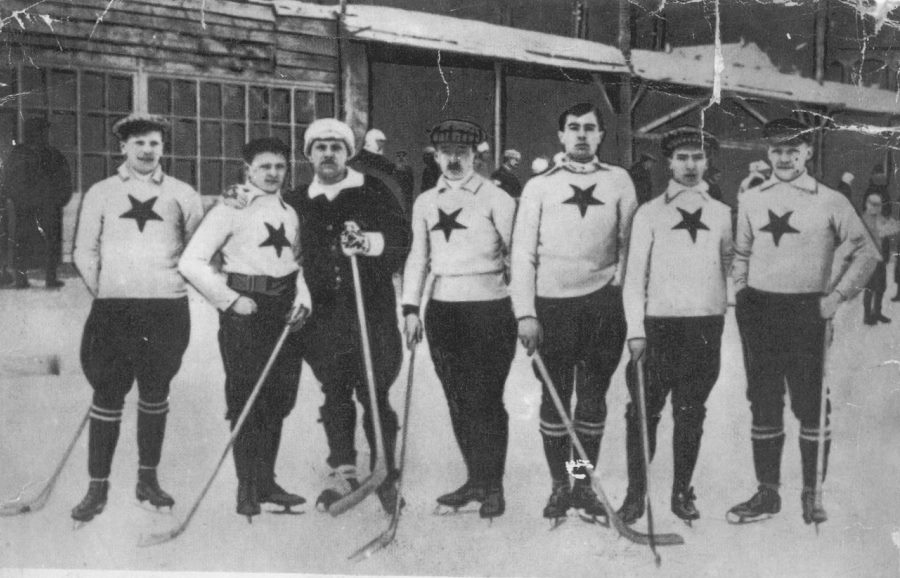
České hokejové mužstvo v roce 1909. Zleva: Otakar Vindyš, Boleslav Hammer, Josef Gruss, Jan Fleischmann, Jaroslav Jarkovský, Jan Palouš a Ctibor Malý.

Hokejoví mušketýři je označení pro osm hráčů, kteří jako první tvořili na oficiálním mezinárodním turnaji v ledním hokeji v roce 1909 hokejovou reprezentaci Čech.
Hráče později označené jako hokejové mušketýry vyslal na první mezinárodní hokejový turnaj Český svaz hokejový. Turnaj ve francouzském Chamonix byl první reprezentační akcí pořádanou LIHG. Čeští hráči byli členy různých pražských klubů (5 slávistů a po jednom z I. ČLTK Praha, Akademický SK a KC Ruch) a na cestu se vydali na vlastní náklady, aby přivezli praktické poznatky o ledním hokeji (tehdy pro rozlišení od bandy označovaném jako kanadský).
Vedoucím výpravy byl Josef Gruss, který odjížděl zároveň jako brankář i delegát kongresu LIHG. Finančního příspěvku delegáta se však vzdal ve prospěch výpravy. Nejprve odcestovalo do Chamonix pouze sedm českých hráčů, kteří již ve vlaku poznali brankáře belgického týmu a poprvé tak spatřili brankářské chrániče nohou (tzv. betony), plastrón, hokejky i puk ve tvaru drobného válce, který označili jako pivní tácek. Peníze jim však na místě stačily pouze k zakoupení nezvykle dlouhých holí.
České mužstvo nejprve mezi účastníky chybělo, posléze bylo na plakátech propagováno jako Club de Prague a v programu představováno jako l’Equipe de Hongrie (čili družstvo Maďarska). První zápas odehrálo 23. ledna proti Club de Patiners Paris reprezentujícímu Francii. Češi nastoupili ve slávistických dresech s červenou hvězdou na bílém podkladě a prohráli vysokým rozdílem, když byli překvapeni například tím, že soupeř jezdil s pukem i za jejich branku. Brankář Gruss měl na rukou palcové rukavice a jediným jeho chráničem byla šála omotaná kolem pravého kotníku. Historicky první branku českého týmu vstřelil Jan Palouš.
Druhý den hrálo české mužstvo dva zápasy. K odpolednímu proti Britům již nastoupil v brance Antonín Topůček, který českou výpravu zaskočil tím, že přijel dodatečně z Prahy s penězi, které se podařilo vybrat časopisu Sport a hry ve veřejné sbírce. Turnaj ovšem pro něj skončil nešťastně, protože v posledním zápase s Belgičany si pohmoždil koleno.
Josef Gruss zatím na kongrese LIHG dosáhl toho, že členství v této organizaci bylo přiznáváno podle národního principu, což bylo pro český svaz vzniklý na území Rakouska-Uherska velmi důležité. Hráče pak alespoň mohlo těšit to, jak jejich hru viděl předseda LIHG a redaktor Les Sports d’Hiver Louis Magnus. Ocenil české kombinační schopnosti, rychlost, přihrávky, bojovnost a před českým mužstvem do budoucna varoval jako před obávaným týmem.
Hokejoví mušketýři sehráli při návratu přes Švýcarsko dva zápasy s místními kluby v Lausanne a v Les Avants. Druhé z nich dokázali vyhrát, což je nadchlo natolik, že si své cestování prodloužili přes Milán, Benátky a Mnichov. Po návratu do Čech se snažili hráči šířit nově získané poznatky, což se jim podařilo tak dobře, že hned v prvním zápase proti družstvu Prahy odešli z ledu poraženi 1:3. Hráči, kteří stáli v tomto utkání na obou stranách, se stali hokejisty, kteří v dalších letech úspěšně reprezentovali.
Z hokejových mušketýrů oblékl reprezentační dres Československa Otakar Vindyš ještě na domácím mistrovství Evropy v roce 1925. Jan Palouš napsal brzy po návratu do Prahy článek, v němž usoudil, že budoucnost hokeje je v jeho kanadské podobě. V roce 1955 potom napsal knihu Mušketýři s hokejkou.

## Výsledky na turnaji v Chamonix
- Francie –  Čechy 8:1
- Čechy –  Švýcarsko 2:8
- Čechy –  Velká Británie 0:11
- Čechy –  Belgie 1:4

## Hokejoví mušketýři
- Josef Gruss
- Antonín Potůček
- Boleslav Hammer
- Jan Fleischmann
- Ctibor Malý
- Jaroslav Jarkovský (1 gól)
- Jan Palouš (2 góly)
- Otakar Vindyš (1 gól)